# Déli óriásmoa
A déli óriásmoa (Dinornis robustus) a madarak (Aves) osztályának struccalakúak (Struthioniformes) rendjébe, ezen belül a moafélék (Dinornithidae) családjába tartozó kihalt faj.

## Előfordulása
Új-Zéland déli-szigetén élt. Az állat mintegy 500 évvel ezelőtt pusztult ki, valószínűleg a túlvadászás miatt.

## Megjelenése
Magassága legfeljebb 3,6 méter, testtömege 230–278 kilogramm volt. A mai röpképtelen lapos szegycsontú madarakhoz hasonlóan a moa szegycsontján sem volt taraj, amelyen a repülő fajoknál az erős repülőizomzat ered. A moa csontvázon teljesen hiányoznak a felkarcsontok, ami arra utalhat, hogy ez a madár őse vagy soha nem tudott repülni, vagy már évmilliókkal a mai lapos szegycsontú madarak őseinek megjelenése előtt felhagyott a repüléssel. Feltételezések szerint tollazatának színe barna vagy piszkossárga lehetett.

## Életmódja
A déli óriásmoa valószínűleg társas lény volt. Nappal kereste táplálékát, ami levelekből, ágakból, gyümölcsökből, magvakból és apró gerinctelenekből állt. A legveszélyesebb természetes ellensége a Haast-féle sas volt.

## Szaporodása
Az ivarérettséget valószínűleg 4-6 éves korban érte el. A fészekaljban 1, néha 2, többnyire krémszínű tojás volt. A madárnak körülbelül 3 hónapig kellett kotlania a tojáson.

## Rokon fajok
Legközelebbi rokona az északi óriásmoa (Dinornis novaezealandiae), amely az Északi-szigeten élt.

## Képek

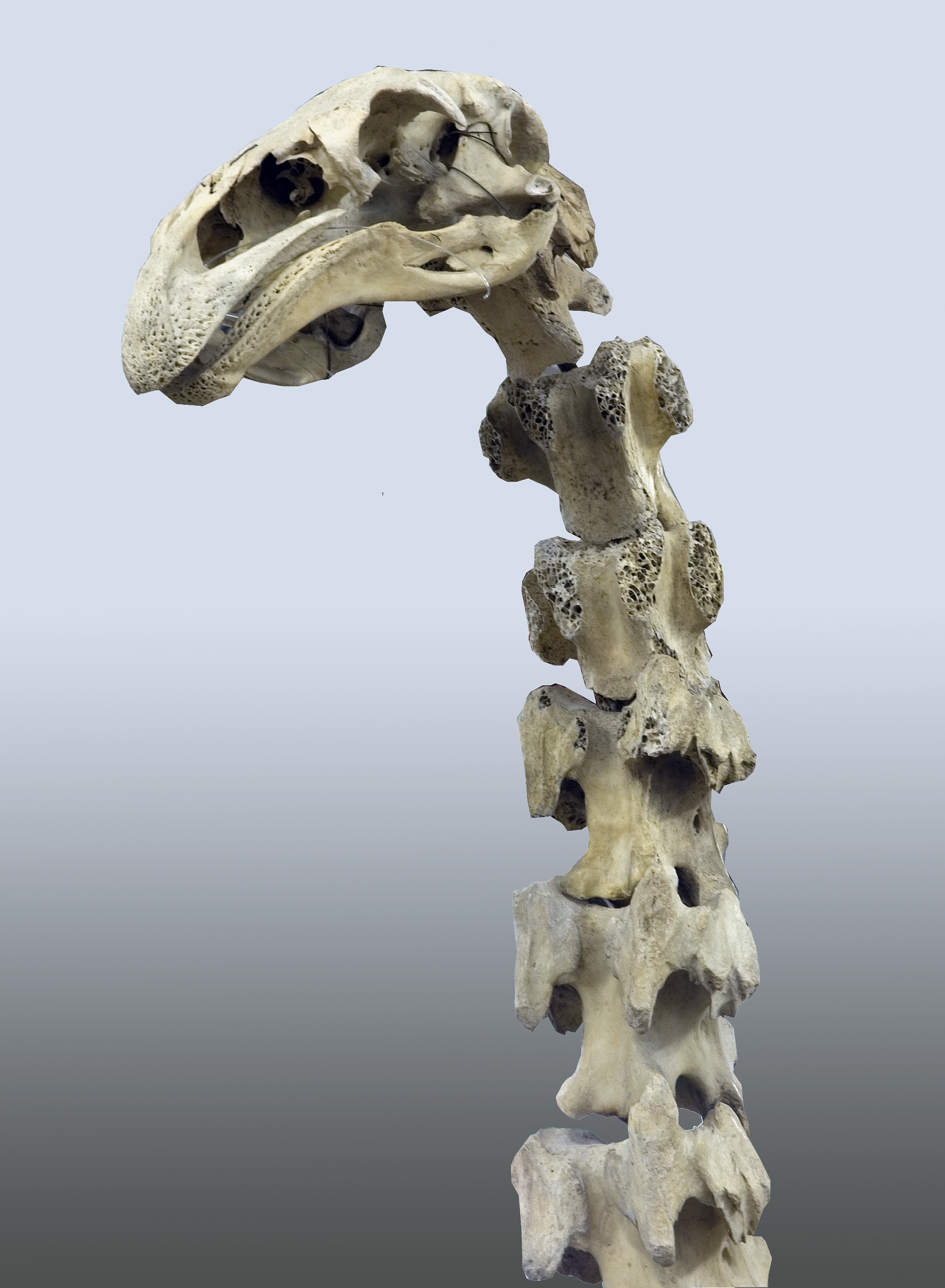
A koponyája és nyakának felsőrésze
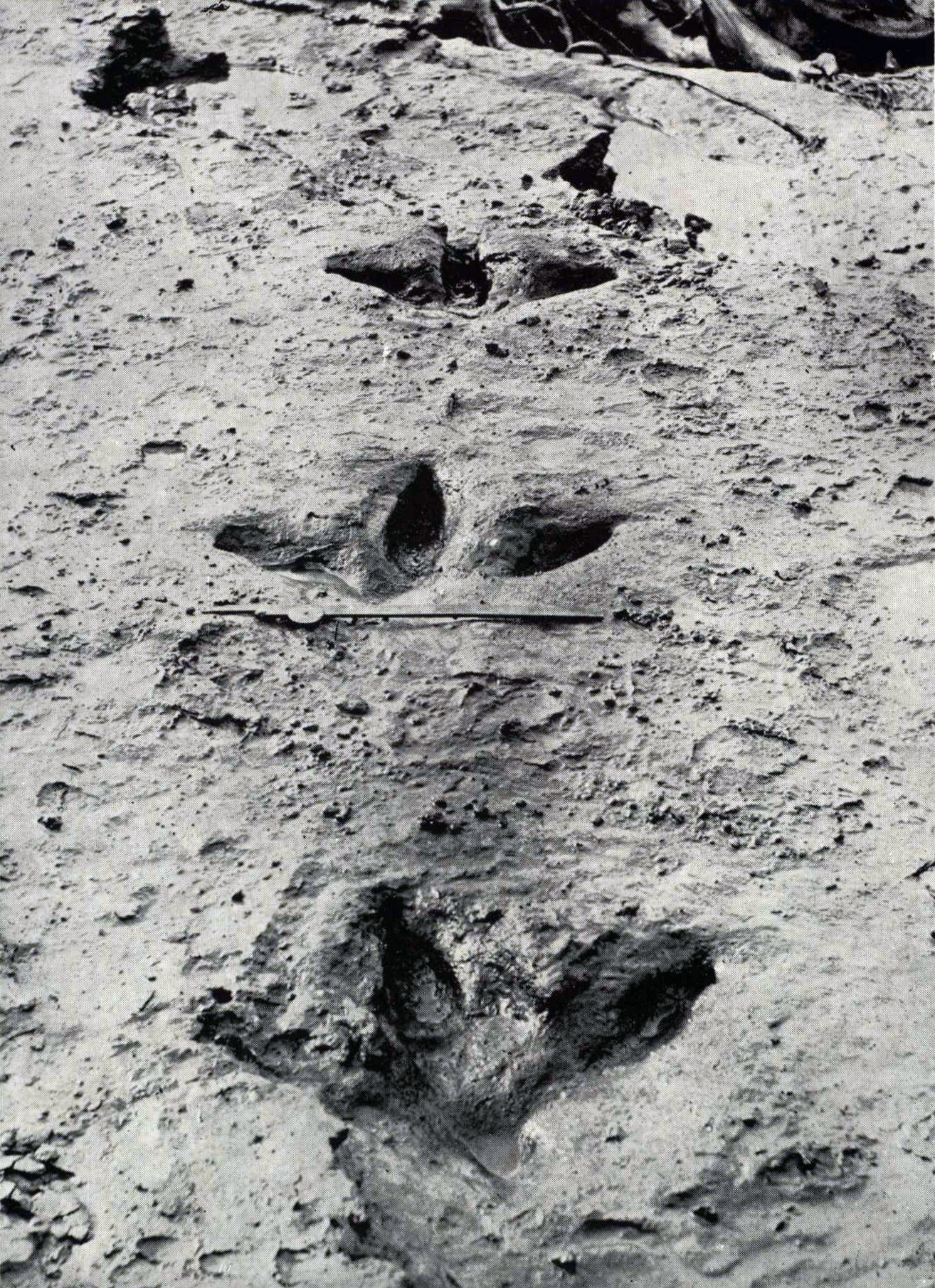
A lábnyomai
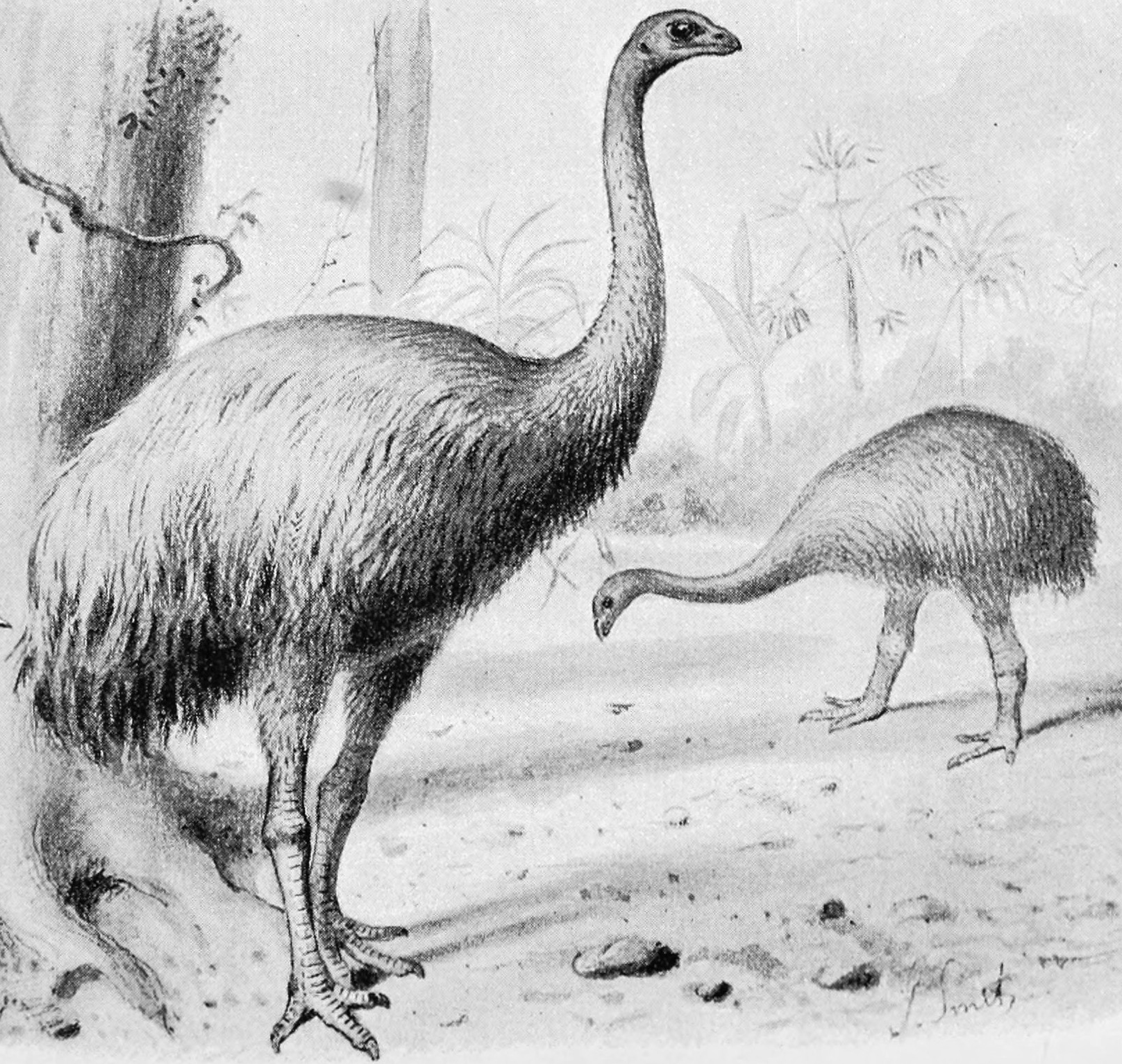
Rajz a madárról (a nagyobbik)
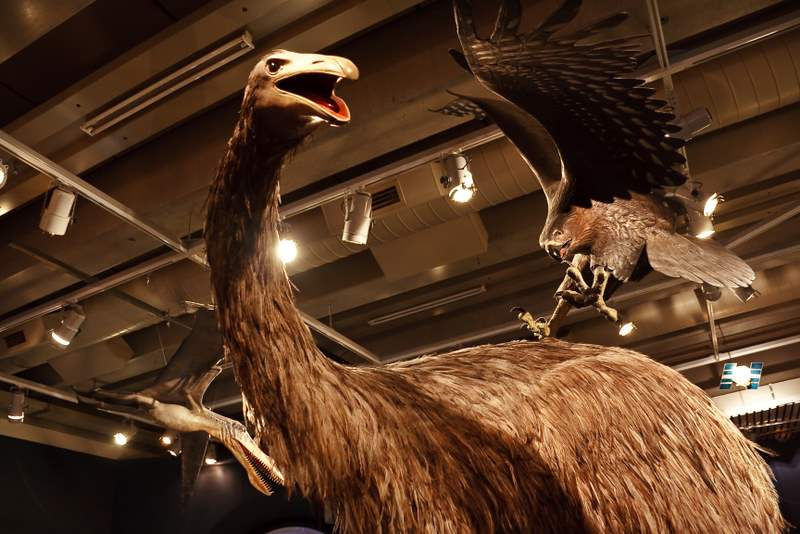
és a rekonstrukciója